# Charles Rodius

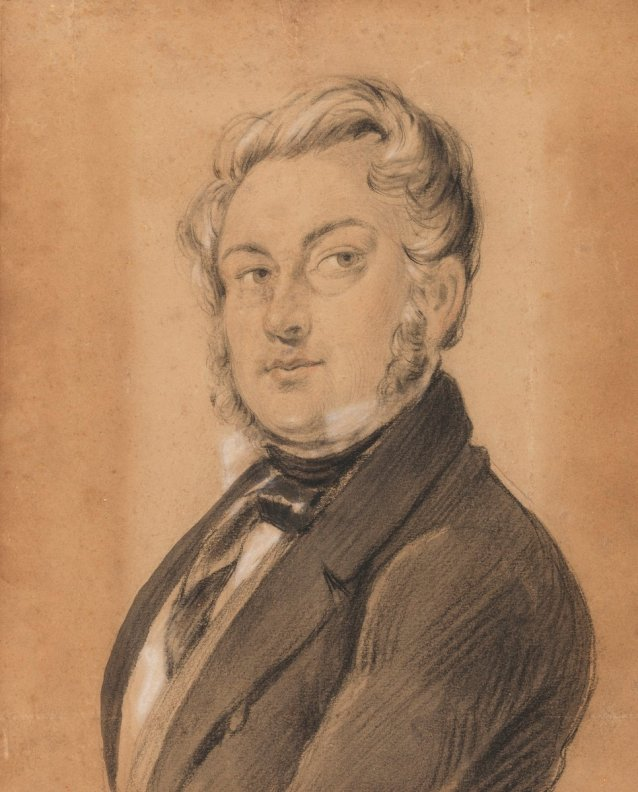
Charles Rodius, Selbstporträt 1849

Charles Rodius (* 1802 in Köln, Deutschland; † 9. April 1860 in Sydney, Australien) war ein in Deutschland geborener Künstler, Grafiker und Architekt. Er war ein erfolgreicher Künstler der australischen Kolonialzeit und erstellte eine Vielzahl an Porträts und Landschaftsbildern.

## Leben und Werk
Rodius wurde in Köln geboren und studierte in Paris Kunst. Dort arbeitete er in Familien als Lehrer für Musik, Malerei und Sprachen. Er zog 1827 nach London, wo er 1829 des Diebstahls beschuldigt wurde. Er erhielt eine 7-jährige Strafe und wurde als Sträfling nach Australien geschickt, wo er bis zu seinem Tod 1860 als Künstler tätig war.

Porträt von William Cox

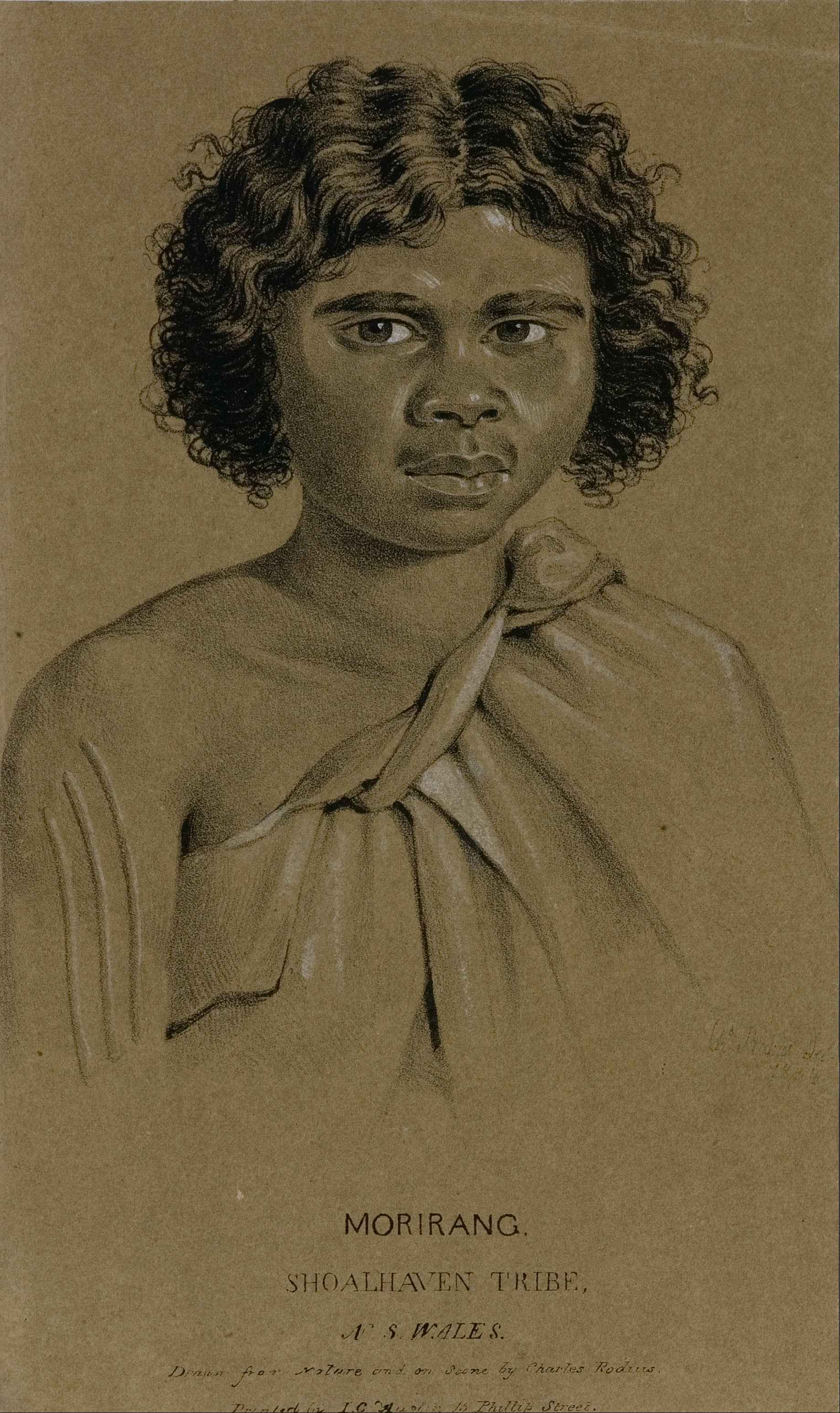
Morirang, Shoalhaven Tribe, New South Wales, 1834, Art Gallery of South Australia

Im Dezember 1929 kam er mit dem Sträflingsschiff Sarah in New South Wales an. Wie Thomas Bock, Joseph Lycett und andere Sträflinge mit künstlerischen Fähigkeiten wurde er als Zeichner von den Kolonialbehörden genutzt und wurde dem Department of Public in Sydney zugewiesen. Er unterrichtete Zivil- und Militäroffiziere im Zeichnen und half bei der Ausarbeitung von Plänen für geplante Kolonialgebäude.
Die Verbesserung der wirtschaftlichen Lage der Kolonie bewirkte eine größere Anzahl freier Siedler, von denen die wohlhabendsten einen Markt für Kunst schufen. Die Beauftragung von Gemälden war ein Beweis für den sozialen und materiellen Erfolg von Menschen, ebenso wie die Beschäftigung eines Künstlers für die Schulung von deren Ehefrauen und Kindern in der vornehmen Kunst des Zeichnens und Aquarellierens. Rodin unterrichtete die Kinder angesehener Familien in Sydney in Zeichnen und Raumlehre und sein gutes Benehmen und seine regelmäßige Anwesenheit führten dazu, dass ihm 1841 eine Freiheitsbescheinigung gewährt wurde.
Seine Befreiungskarte dokumentiert seine Berufung vor seiner Verurteilung als Künstler und Architekt und es wird angenommen, dass er für die französische Regierung Gravuren von Gebäuden in Paris angefertigt hat. In einer 1839 veröffentlichten Bekanntmachung, dass er Unterricht in Zeichnen und Perspektive erteilte, bezeichnete er sich als Schüler der Königlichen Akademie von Frankreich.
Rodius blieb in Australien, wo er weiterhin Porträts erstellte, so auch von dem deutschen Entdecker und Landsmann Ludwig Leichhardt. Er wurde auch von Mitgliedern der Elite der Kolonie wie dem Obersten Richter Francis Forbes als Porträtist beauftragt. In den 1830er Jahren produzierte er zwei Serien von Lithografien seiner Porträts der Könige der Aborigines und ihrer Frauen, die von dem Lithografie- und Kupferplattendrucker John Gardiner Austin veröffentlicht wurden. Somit wurden seine Werke in Form von Lithografien weit verbreitet.

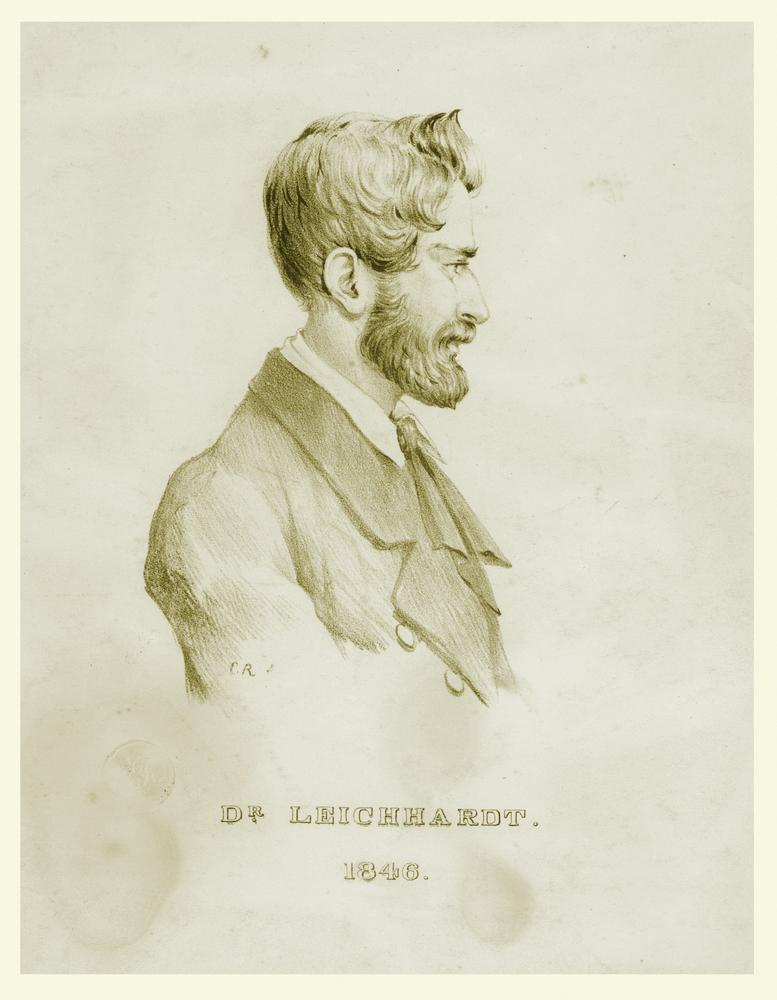
Lithografiertes Porträt von Ludwig Leichhardt (1813–1848). Von Charles Rodius fertiggestellt, als Leichhardt nach seiner ersten und erfolgreichen 3000-Meilen-Expedition nach Port Essington, Queensland, 1845 zurückkehrte

Rodius muss seinen Lebensunterhalt von seiner beruflichen Tätigkeit als Kunstlehrer, Porträtist und Landschaftsmaler verdient haben, denn 1835 zahlte er 45 Pfund für einen Grundstücksblock in der Campbell Street in Sydney und konnte eine Frau und ein Kind ernähren. Die Pfarrei St. James berichtete 1834 über die Geburt eines Sohnes Charles Prossper von der Näherin Maria Bryan. Diese Frau starb vermutlich, da er 1838 Harriet Taylor heiratete, die im Dezember 1838 mit 17 Jahren verstarb. 1841 heiratete er die Tochter des Künstlers Josiah Allen, Harriet Allen. Er erlitt 1856 einen Schlaganfall, der ihn auf einer Seite gelähmt ließ und arbeitsunfähig machte. Am 9. April 1860 starb er im Liverpooler Krankenhaus in Sydney.
Neben den Künstlern Richard Read Sr., Thomas Bock und Thomas Griffiths Wainewright ist Charles Rodius derzeit für seine Porträts aus dem kolonialen Australien in der ersten Hälfte des 19. Jahrhunderts bekannt. Sein Selbstporträt von 1849, welches von der National Portrait Gallery erworben wurde, soll er der Familienüberlieferung nach gezeichnet haben, um sich zu beschäftigen als seine Frau ihre Tochter Theresa zur Welt brachte.